# Trillium angustipetalum
Trillium angustipetalum là một loài thực vật có hoa trong họ Melanthiaceae. Loài này được (Torr.) J.D.Freeman miêu tả khoa học đầu tiên năm 1975.